# Matti Krusius
Franz-Mathias „Matti“ Krusius  (* 12. Oktober 1942 in Helsinki) ist ein finnischer Tieftemperaturphysiker und emeritierter Hochschullehrer an der Aalto-Universität (Lounasmaa Labor) in Helsinki.
Krusius studierte Physikingenieurwesen in Helsinki bei Olli Lounasmaa mit dem Diplom 1967 und der Promotion 1973. Er lehrte an der Universität Turku und an der Aalto-Universität.
Er befasst sich mit Supraflüssigkeiten und speziell mit topologischen Anregungen (Wirbeln).
Im Jahr 1999 erhielt er den Fritz London Memorial Prize für „seine innovative Verwendung von Rotation kombiniert mit NMR zur Untersuchung verschiedener Eigenschaften von suprafluidem Helium 3, einschließlich Textur des Ordnungsparameters, die Struktur, Fixierung (Pinning) und das kollektive Verhalten einer Reihe von Wirbeln, die kritische Geschwindigkeit bei Rotation, die Auswirkung der Bewegung auf die Phasengrenzfläche zwischen A und B-Phase und die Systematik der Keimbildung von Wirbeln unter Neutronenbestrahlung“ (Laudatio).
1994 wurde er Fellow der American Physical Society „für Beiträge zur Tieftemperaturphysik einschließlich der Wirbelstrukturen von supralflüssigem Helium 3, akustische und magnetische Untersuchungen von supraflüssigem Helium 3 und spinpolarisiertem Wasserstoff“ (Laudatio).
1981 wurde er Mitglied der Finnischen Akademie der Wissenschaften, und er ist seit 1998 Mitglied der Academia Europaea.